# Murati
Murati je malá vesnice v Estonsku v kraji Võrumaa v obci Rõuge. Leží u stejnojmenného jezera na řece Kuura při lotyšských hranicích. Vesnice má 17 obyvatel.